# Zadie Smith
Zadie Smith (25. listopada 1975.,  London) engleska književnica.  
Obdarena je pripovjedačkom vještinom, inovativnošću i talentom koji ju uvrštava u sam vrh post-imigracijskog književnog kruga (uz pisce poput Hanifa Kureshija i Michaela Ondaatjea).
Najpoznatija djela su joj Bijeli zubi, 2000., Sakupljač autograma, 2003. god i O ljepoti, 2008. 